# Hyblaea castanea
Hyblaea castanea is een vlinder uit de familie van de Hyblaeidae. De wetenschappelijke naam van de soort is voor het eerst geldig gepubliceerd in 1924 door Tams.